# Homo antecessor
O Homo antecessor (derivado do termo latino “homem pioneiro”), também  conhecido como “Homem de Atapuerca”, foi uma espécie extinta do gênero Homo que viveu durante o período do Pleistoceno Inferior na Europa, há cerca de 1,2 milhão a 800 mil anos. É possível que as comunidades desta espécie tenham vivido em outras áreas da Europa Ocidental, estabelecendo-se como os habitantes pioneiros daquela área geográfica.
Considerado o hominídeo mais antigo da Europa, o Homo antecessor foi desenterrado pela primeira vez na caverna Gran Dolina em 1994, com a classificação formal da espécie acontecendo em 1997, identificando-o como o mais recente ancestral comum entre os seres Humanos (Homo sapiens) e os Neandertais (Homo neanderthalensis). Posteriormente, o H. antecessor foi redefinido como um ramo divergente da linhagem ancestral dos humanos modernos, embora provavelmente tenha divergido pouco antes da divisão entre humanos modernos e neandertais. Dessa forma, essa espécie desempenhou um papel crucial na história da evolução humana, abrindo caminhos para o surgimento de linhagens posteriores, como os  Neandertais e os Humanos.
O nome dessa espécie ainda é discutido na comunidade científica, pois muitos consideram que os fósseis encontrados seriam na verdade de uma espécie que é grupo irmão dos Seres Humanos: o Homo heidelbergensis. No entanto, independente de qual espécie os fósseis são, pode-se afirmar que estes são os fósseis do gênero Homo mais antigos encontrado na Europa.
Os estudos da área sugerem que essa espécie está relacionada a uma expansão demográfica precoce do gênero Homo para fora da África, indicando que o primeiro assentamento da Europa Ocidental pode ter pertencido à essa espécie. Essa expansão demográfica implica que os hominídeos da África migraram para a Europa durante o Pleistoceno Inferior. A presença de ferramentas líticas e restos de fauna processados por hominídeos no sítio Sima del Elefante, na Espanha, apoiam a hipótese de uma presença humana precoce na Europa. O evento de especiação que deu origem ao H. antecessor na Europa durante o Pleistoceno Inferior significa um desenvolvimento significativo na linhagem dos hominídeos, possivelmente impulsionado por fatores ambientais ou vantagens adaptativas na nova área geográfica.

## Caracterização da espécie
Estima-se que os indivíduos da espécie Homo antecessor mediam entre 1,6 e 1,8 metros de altura, o que os colocava acima da estatura média em relação aos hominíneos anteriores. Os machos da espécie podiam chegar a pesar até 90kg, demonstrando um físico robusto e adaptado às demandas da vida no Pleistoceno Inferior. Além disso, o H. antecessor já dominava a locomoção ereta completa, ou seja, o bipedalismo, uma característica fundamental para a economia de energia durante longas distâncias e para o uso das mãos livres para produzir e carregar ferramentas e outros objetos.

### Anatomia cranial
A morfologia craniofacial do H. antecessor é predominantemente baseada nos fósseis do indivíduo de 10 a 11 anos conhecido como ATD6-69, dada a disponibilidade limitada de outros restos faciais. O H. antecessor exibe uma notável semelhança com os humanos contemporâneos, bom como com os hominídeos do Pleistoceno Médio do Leste Asiático, ao contrário dos Neandertais. A espécie possui um perfil facial plano e uma crista zigomático-alveolar curva, que conecta a bochecha à região dentária maxilar. Estudos estatísticos apontam que essas características faciais não sofrem mudanças significativas com a idade, sendo assim possível inferir um perfil craniofacial de adultos com base em fósseis de infantes. A presença dessas características no H. antecessor implica que a evolução e o subsequente desaparecimento das características faciais modernas semelhantes às dos humanos podem ter ocorrido repetidamente no passado. Esse cenário é considerado plausível, considerando que a morfologia facial é muito influenciada pelos padrões alimentares e fatores ambientais.
A mandíbula inferior exibe uma  estrutura delicada incomum entre a maioria das outras espécies do gênero Homo antigas. Os ossos nasais têm semelhanças com os encontrados em Homo sapiens contemporâneos. Embora o H. antecessor apresente uma série de características primitivas, ele apresenta uma forma de entalhe mandibular semelhante à dos humanos modernos, com uma parte alveolar  orientada  verticalmente adjacente aos dentes. A  espécie possui um tubérculo pterigóide medial  proeminente, assim como os neandertais.  Porém, em contraste com os neandertais, há uma lacuna entre o molar final e o corpo  da mandíbula,  diferenciando assim  a espécie.
Estima-se que a capacidade craniana do fóssil ATD6-15, potencialmente atribuída a um indivíduo com cerca de 11 anos, tenha atingido cerca de 999ml até mais com base nas medidas do osso frontal. Em comparação  com humanos contemporâneos, o volume cerebral médio do Homo sapiens moderno pode atingir cerca de 1.270 cm³ para homens e 1.130 cm³ para mulheres.

## Descoberta (fósseis)

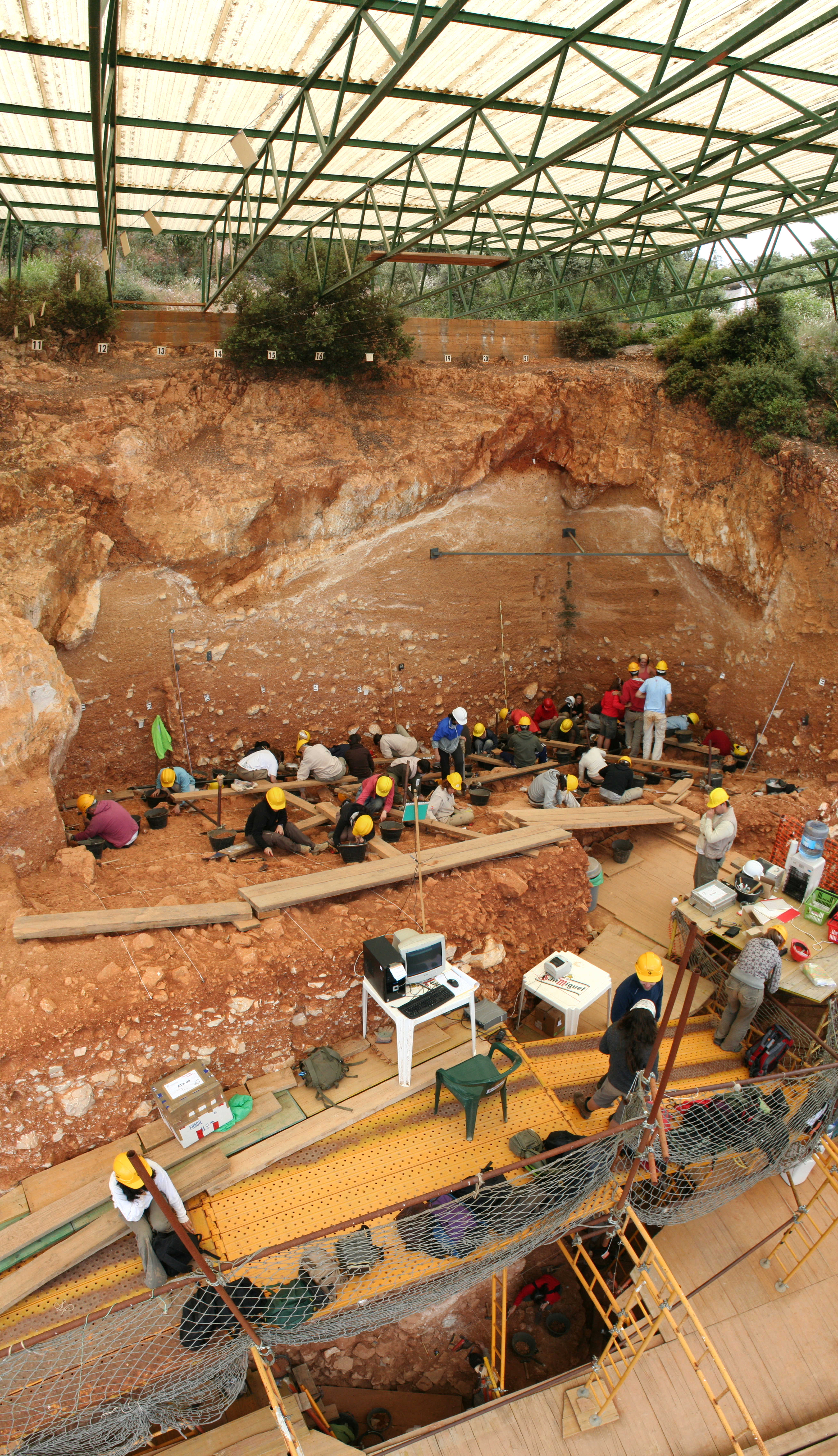
Sitio arqueológico de Gran Dolina na Serra de Atapuerca

Os fósseis do Homo antecessor foram descobertos no sítio "Gran Dolina" em "Sierra de Atapuerca", Burgos, norte da Espanha. O sítio foi dividido em onze unidades, TD1 a TD11, cada uma com suas características próprias. O sítio de maior interesse é o TD6, devido a registros fósseis valiosos encontrados em expedições anteriores. Os fósseis usados para descrever H. antecessor foram encontrados especificamente no nível TD6 do local durante as temporadas de campo em 1994 e 1996. Durante esse período foram encontrados 170 espécimes fósseis de H. antecessor. Porém outras atividades em anos subsequentes produziram mais 60 espécimes fósseis.
Em 1997 os pesquisadores usando como base os fósseis encontrados, descreveram formalmente a espécie Homo antecessor, utilizando como holótipo um fragmento mandibular do espécime ATD6-5. As partes descobertas do esqueleto de H. antecessor são: elementos da face, clavícula , antebraço, dedos, joelhos e algumas vértebras e costelas.

## Habitats
Os estudos de paleoambiente descrevem o clima do nível TD6-2 como quente e úmido, com uma temperatura anual de até 2,1C° mais alta do que a atual em Burgos. As chuvas também eram mais abundantes do que os níveis atuais (+407,2mm) caindo principalmente durante a primavera e o outono. A paisagem era formada principalmente por prados e áreas arborizadas . Acredita-se que o clima quente associado à florestas subdesenvolvidas indicam que múltiplos casos de ocupação de Gran Dolina são resultado da recolonização pelo H. antecessor após um período glacial, utilizando o vale do rio Ebro como uma passagem da costa do Mediterrâneo para os altos planaltos da Península Ibérica.

## Cultura

### Ferramentas
O H. antecessor dedicou-se principalmente à produção de ferramentas básicas de pedras de seixo feitas de quartzo e sílex, embora uma variedade de outros materiais tenha sido utilizada. Essa indústria apresenta certas semelhanças com a mais complexa indústria acheuliana, que é uma marca registrada dos sítios arqueológicos africanos contemporâneos e europeus subsequentes, e pode ser identificada em outras regiões da Espanha do Pleistoceno inferior, como Barranc de la Boella e o sítio vizinho Galería, que é caracterizada pela cuidadosa preparação e afiação dos núcleos antes da lascação da pedra, pela existência de bifaces e por um certo nível de padronização em termos de variedades de ferramentas.
Há um debate na comunidade científica sobre se os primeiros assentamentos europeus se desenvolveram de forma independente na indústria acheuliana europeia distinta das africanas, ou se a tecnologia acheuliana foi introduzida na África e se espalhou por toda a Europa. Estudos mais recentes afirmam que o aparecimento repentino das bifaces acheulanos padrão há 700.000 anos na Europa sugere que é improvável que tais ferramentas tenham sido resultado da evolução autônoma das práticas locais, indicando uma provável influência africana.
Os padrões de desgastes observados nas ferramentas de pedra encontradas em Gran Dolina a nível TD6 são indicativos de abrasão repetitiva contra tecidos moles, o que sugere seu provável uso como ferramentas para fins de abate e processamento de animais de caça.
Na parte inferior da subunidade 3 do nível TD6 do sítio de Gran Dolina, um total de 84 ferramentas de pedra lascada foram escavadas, compreendendo principalmente pequenos seixos de quartzo inalterados que exibem sinais de danos por percussão, provavelmente causados por atividades como trituração óssea, em vez de produção de ferramentas mais especializadas. Cerca de 41% da montagem de ferramentas nessa área consistem em lascas, que são notavelmente  grandes, possivelmente devido à técnicas básicas de corte ou desafios enfrentados ao  trabalhar com materiais abaixo do padrão. Os H. antecessor focavam-se na remoção de lascas apenas de um lado de um núcleo de pedra, potencialmente devido à ausência de planejamento prévio, optando por trabalhar com seixos de forma irregular.
A maioria dos artefatos encontrados no sítio de Gran Dolina foram escavados na porção inferior (ou seja, mais antiga) do subnível 2 do nível TD6. São 831 ferramentas líticas produzidas com uma variedade maior de materiais em comparação com o subnível 3, predominantemente feitas de sílex, sugerindo um maior investimento de esforços na busca por recursos de melhor qualidade. Já neste nível observa-se uma maior dedicação ao processo de lascamento de pedras. Além disso, observou-se que há, nem que seja mínimo, um planejamento prévio antes da lascação. Esse planejamento permitiu a aplicação de novas técnicas, como o método centrípeto, que consiste em remover apenas as bordas de um núcleo de pedra, ou o método bipolar, que consiste em apoiar o núcleo de pedra sobre uma “bigorna” e golpeá-lo com um martelo de pedra. Observa-se, entre as descobertas, três ferramentas notavelmente superiores no qual empenhou-se mais esforço, caracterizados por sua morfologia delgada e alongada, provavelmente feitos pela mesma pessoa. Além disso, existem ferramentas com implementos como entalhes, espinhos, denticulados e pontas. Sabe-se que ferramentas implementadas eram incomuns no Pleistoceno da Europa.
Por fim, no subnível 1 do nível TD6 foram encontrados 124 ferramentas líticas em um estado de preservação inferior devido à corrosão causada por urina de hienas. Nete subnível há uma ausência de seixos e núcleos de pedras, sendo 44 das ferramentas não identificáveis. Percebe-se também que a dimensão das lascas é inferior em comparação com os outros subníveis. As técnicas empregadas na produção de ferramentas são muito semelhantes às técnicas empregadas no subnível 2, focando no refino de lascas maiores feitas principalmente de quartzo.

### Alimentação
Dentre os restos de animais encontrados em Gran Dolina e no sítio de "Simal del Elefante" estão uma variedade de espécies extintas, sendo identificadas carcaças de veados, - que são a maioria das carcaças encontradas - bisões, rinocerontes, cavalos, raposas, lobos, hienas, ursos, javalis, coelhos, castores, panteras, pequenos mamíferos, e, por fim, espécies não identificadas de mamutes, linces e macacos. As evidências demonstram que parte desses espécimes apresentam sinais de processamento por seres humanos, sendo 13% dos restos mortais de Gran Dolina mostrando sinais de alteração humana. As evidências também demonstram que os habitantes de Gran Dolina optavam por transportar carcaças inteiras até o local, e levavam apenas crânios e membros de caças maiores. Este comportamento implica na presença de atividades de caça em grupo, compartilhando e dividindo as tarefas, em vez de indivíduos coletando alimentos de forma independente, ressaltando assim um sistema de colaboração social e divisão de trabalho.
O ambiente montanhoso, úmido e de baixas temperaturas em Gran Dolina era ideal para o crescimento de oliveiras, aroeiras, avelãs e castanheiras, que poderiam ter sido utilizadas como alimentação para o H. antecessor. No nível TD6 foram encontrados vestígios de pólen principalmente originado de zimbro e carvalho. Foram encontradas também evidências de consumo de mirtilos neste nível, uma fruta que tem sido associada às suas propriedades medicinais.
Além disso, oitenta espécimes de H. antecessor, incluindo adultos e crianças, foram encontrados no sítio de Gran Dolina com sinais de canibalismo, como marcas de cortes e canibalismo. A utilização dos corpos humanos provavelmente explica a alta prevalência de ossos quebrados ou danificados encontrados na Gran Dolina.

## Filogenia
A face do H. antecessor, apresenta características surpreendentemente similares às dos humanos modernos. Essa semelhança facial levou os pesquisadores, em sua descrição original, a classificá-lo como o último ancestral comum dos humanos modernos e dos Neandertais, substituindo o H. heidelbergensis nessa posição.
No entanto, a anatomia facial de H. antecessor foi posteriormente investigada em detalhes, gerando debates sobre sua classificação. O paleoantropólogo francês Jean-Jacques Hublin propôs que os restos mortais de H. antecessor na Gran Dolina e os de Tighennif na Argélia (geralmente classificados como Homo ergaster ou Homo erectus) representam a mesma população. Castro e colegas discordaram, concluindo que os restos de Tighennif são maiores e dentalmente diferentes de H. antecessor, defendendo a inclusão de todos os espécimes do Norte da África como "Homo ergaster mauritanicus".
Outros pesquisadores, como Esteban Sarmiento e Richard Klein, questionaram a validade de H. antecessor como espécie separada devido à falta de informações sobre o crânio, à existência de H. heidelbergensis na mesma época e região, e à idade jovem do holótipo. Em 2013 Sarah Freidline e colegas sugeriram que a face humana moderna evoluiu de forma independente em diferentes linhagens de Homo.
Em 2017, Castro e colegas reconheceram a incerteza quanto ao papel de H. antecessor como ancestral humano moderno, mas sugeriram que essa espécie se separou da linhagem humana moderna pouco antes da divisão entre humanos modernos e Neandertais.